# ダノンシャンティ
ダノンシャンティ（欧字名:Danon Chantilly、2007年4月28日 - 2025年5月14日）は、日本の競走馬、種牡馬。
2010年のNHKマイルカップ（GI）、毎日杯（GIII）優勝馬である。
馬名の意味は、冠名＋「フランスの競馬場名（シャンティイ競馬場）」。

## 経歴

### デビュー前
セレクトセール2008に上場され、ダノックスが2750万円で落札。その後ファンタストクラブで育成調教される。

### 2歳
2009年11月22日、京都競馬場芝1800mの新馬戦に内田博幸鞍上でデビュー、2番人気に支持されたこのレースでは道中好位に付け、直線で抜け出して2着に3/4馬身差で勝利する。
2戦目にはラジオNIKKEI杯2歳ステークスに出走、直線は馬群の間を割って伸びてきたが、先行して粘ったコスモファントムをかわせず、さらに差してきたヴィクトワールピサに交わされて3着に敗れる。

### 3歳
2010年2月7日に行われた共同通信杯には内田博幸から吉田豊に乗り替わり出走した。道中は後方から進み、直線で追い込んで圧倒的1番人気に支持されていたアリゼオに先着したが、ハンソデバンドにはハナ差及ばず2着に敗れる。
その後、3月27日の毎日杯に安藤勝己を鞍上に迎え出走、道中は中団から進み直線で差し切り重賞初制覇となった。
5月9日、NHKマイルカップに出走、単勝1番人気に支持される。前半1000mが56.3というレース史上最速のハイペースとなったが、鞍上の安藤勝己はこのレースを後方待機策でスタミナを温存、直線大外に持ち出し、直線だけで15頭を差し切り当時の日本レコードを0.1秒上回るタイムを記録する形でGIを初制覇した。
そして変則二冠を目指し東京優駿に出走する予定だったが、前日に右後脚の骨折が判明したため出走取消となった。
骨折休養を終えて12月26日の有馬記念に出走。主戦の安藤勝己がペルーサに騎乗する事が決まっていたため、フランシス・ベリーを鞍上に迎えるも後方2番手でレースを進めたがスローペースが響いて9着に敗れた。

### 4歳
安藤勝己が鞍上に復帰して2011年2月13日の京都記念に出走。道中折り合いを欠き、直線では良く伸びてきたものの4着。4月3日の大阪杯では最後方から追いあげてくるも4着。その後は安田記念に向けて調整されていたが、4月20日に右前浅屈腱炎が判明し、長期休養に入る。幹細胞移植手術を施された後に放牧に出され、11月頃に進退を判断するとしていたが、5月18日に、現役を引退し北海道安平町の社台スタリオンステーションで種牡馬入りすることが発表された。

## 競走成績
以下の内容は、JBISサーチおよびnetkeiba.comに基づく。
| 競走日     | 競馬場 | 競走名             | 格     | 距離（馬場）  | 頭 数 | 枠 番 | 馬 番 | オッズ （人気） | 着順 | タイム （上がり3F） | 着差 | 騎手      | 斤量 [kg] | 1着馬（2着馬）         | 馬体重 [kg] |
| ---------- | ------ | ------------------ | ------ | ------------- | ----- | ----- | ----- | --------------- | ---- | ------------------- | ---- | --------- | --------- | ---------------------- | ----------- |
| 2009.11.22 | 京都   | 2歳新馬            |        | 芝1800m（良） | 12    | 8     | 12    | 003.10（2人）   | 01着 | R1:52.5（34.1）     | -0.1 | 0内田博幸 | 55        | （セイルラージ）       | 470         |
| 0000.12.26 | 阪神   | ラジオNIKKEI杯2歳S | JpnIII | 芝2000m（良） | 15    | 3     | 4     | 027.80（7人）   | 03着 | R2:01.5（34.4）     | -0.2 | 0内田博幸 | 55        | ヴィクトワールピサ     | 468         |
| 2010.02.07 | 東京   | 共同通信杯         | GIII   | 芝1800m（良） | 13    | 3     | 3     | 004.10（2人）   | 02着 | R1:48.2（33.5）     | -0.0 | 0吉田豊   | 56        | ハンソデバンド         | 472         |
| 0000.03.27 | 阪神   | 毎日杯             | GIII   | 芝1800m（良） | 11    | 4     | 4     | 003.70（3人）   | 01着 | R1:49.3（33.4）     | -0.2 | 0安藤勝己 | 56        | （ミッキードリーム）   | 466         |
| 0000.05.09 | 東京   | NHKマイルC         | GI     | 芝1600m（良） | 18    | 7     | 13    | 002.60（1人）   | 01着 | R1:31.4（33.5）     | -0.2 | 0安藤勝己 | 57        | （ダイワバーバリアン） | 468         |
| 0000.05.30 | 東京   | 東京優駿           | GI     | 芝2400m（良） | 17    | 8     | 18    |                 | 取消 |                     |      | 0安藤勝己 | 57        | エイシンフラッシュ     | 計不        |
| 0000.12.26 | 中山   | 有馬記念           | GI     | 芝2500m（良） | 15    | 5     | 9     | 039.5（10人）   | 09着 | R2:33.6（34.3）     | -1.0 | 0F.ベリー | 55        | ヴィクトワールピサ     | 482         |
| 2011.02.13 | 京都   | 京都記念           | GII    | 芝2200m（良） | 12    | 4     | 4     | 005.30（3人）   | 04着 | R2:14.4（34.6）     | -0.5 | 0安藤勝己 | 58        | トゥザグローリー       | 480         |
| 0000.04.03 | 阪神   | 産経大阪杯         | GII    | 芝2000m（良） | 15    | 6     | 10    | 005.70（5人）   | 04着 | R1:57.9（33.6）     | -0.1 | 0安藤勝己 | 59        | ヒルノダムール         | 480         |

- タイム欄のRはレコード勝ちを示す。

## 種牡馬時代
競走馬引退後は2012年より種牡馬となり、社台スタリオンステーションで繋養される。
2017年からはビッグレッドファームで種牡馬生活を送る。
2020年をもって種牡馬を引退。種牡馬引退後は北海道岩内町のNPO法人ホーストラスト北海道で余生を送る。
2025年5月14日、岩内郡共和町のホーストラスト北海道の分場で死亡したことをジャパンスタッドブックインターナショナルが発表した。

### 主な産駒
- 2013年産
  - スマートオーディン（東京スポーツ杯2歳ステークス、毎日杯、京都新聞杯、阪急杯　種牡馬）[17]
  - サイタスリーレッド（テレ玉杯オーバルスプリント）[18]
- 2014年産
  - クオリティスタート（ヒダカソウカップ2回、ノースクイーンカップ）[19]

## 血統表
| ダノンシャンティの血統                   | ダノンシャンティの血統                               | ダノンシャンティの血統          | （血統表の出典）                | （血統表の出典） |
| 父系                                     | サンデーサイレンス系/ヘイロー系                      | サンデーサイレンス系/ヘイロー系 | サンデーサイレンス系/ヘイロー系 | [ § 2 ]          |
| 父 フジキセキ 1992 青鹿毛                | 父の父*サンデーサイレンス Sunday Silence 1986 青鹿毛 | Halo                            | Hail to Reason                  | Hail to Reason   |
| 父 フジキセキ 1992 青鹿毛                | 父の父*サンデーサイレンス Sunday Silence 1986 青鹿毛 | Halo                            | Cosmah                          |                  |
| 父 フジキセキ 1992 青鹿毛                | 父の父*サンデーサイレンス Sunday Silence 1986 青鹿毛 | Wishing Well                    | Understanding                   | Understanding    |
| 父 フジキセキ 1992 青鹿毛                | 父の父*サンデーサイレンス Sunday Silence 1986 青鹿毛 | Wishing Well                    | Mountain Flower                 |                  |
| 父 フジキセキ 1992 青鹿毛                | 父の母*ミルレーサー Millracer 1983 鹿毛              | Le Fabuleux                     | Wild Risk                       | Wild Risk        |
| 父 フジキセキ 1992 青鹿毛                | 父の母*ミルレーサー Millracer 1983 鹿毛              | Le Fabuleux                     | Anguar                          |                  |
| 父 フジキセキ 1992 青鹿毛                | 父の母*ミルレーサー Millracer 1983 鹿毛              | Marston's Mill                  | In Reality                      | In Reality       |
| 父 フジキセキ 1992 青鹿毛                | 父の母*ミルレーサー Millracer 1983 鹿毛              | Marston's Mill                  | Millicent                       |                  |
| 母 *シャンソネット Chansonette 2000 鹿毛 | 母の父Mark of Esteem 1993 鹿毛                       | Darshaan                        | Shirley Heights                 | Shirley Heights  |
| 母 *シャンソネット Chansonette 2000 鹿毛 | 母の父Mark of Esteem 1993 鹿毛                       | Darshaan                        | Delsy                           |                  |
| 母 *シャンソネット Chansonette 2000 鹿毛 | 母の父Mark of Esteem 1993 鹿毛                       | Homage                          | Ajdal                           | Ajdal            |
| 母 *シャンソネット Chansonette 2000 鹿毛 | 母の父Mark of Esteem 1993 鹿毛                       | Homage                          | Home Love                       |                  |
| 母 *シャンソネット Chansonette 2000 鹿毛 | 母の母Glorious Song 1976 鹿毛                        | Halo                            | Hail to Reason                  | Hail to Reason   |
| 母 *シャンソネット Chansonette 2000 鹿毛 | 母の母Glorious Song 1976 鹿毛                        | Halo                            | Cosmah                          |                  |
| 母 *シャンソネット Chansonette 2000 鹿毛 | 母の母Glorious Song 1976 鹿毛                        | Ballade                         | Herbager                        | Herbager         |
| 母 *シャンソネット Chansonette 2000 鹿毛 | 母の母Glorious Song 1976 鹿毛                        | Ballade                         | Miss Swapsco                    |                  |
| 母系(F-No.)                              | (FN:12-c)                                            | (FN:12-c)                       | (FN:12-c)                       | [ § 3 ]          |
| 5代内の近親交配                          | Halo 3x3=25%                                         | Halo 3x3=25%                    | Halo 3x3=25%                    | [ § 4 ]          |
| 出典                                     | 1. 2. 3. 4.                                          | 1. 2. 3. 4.                     | 1. 2. 3. 4.                     | 1. 2. 3. 4.      |

- 叔父にドバイワールドカップ、ジャパンカップを制したシングスピール、種牡馬になったグランドオペラ、ラーイ。祖母の全弟にデヴィルズバッグ、セイントバラード。